# Verbandsliga 1909-1910
L'edizione 1909-10 della Verbandsliga vide la vittoria finale del Karlsruher FV.
Capocannoniere del torneo fu Willi Zincke (FV Holstein Kiel), con 7 reti.

## Partecipanti
| Squadra                       | qualificata come                                        |
| SV Prussia Samland Königsberg | Campione del Baltischen Rasensport-Verbandes            |
| VfR 1897 Breslavia            | Campione del Südostdeutschen Fußballverbandes           |
| Berliner FC Preußen           | Campione del Verbandes Berliner Ballspielvereine        |
| FC Tasmania Rixdorf           | Campione del Märkischen Fußballbundes                   |
| VfB Lipsia                    | Campione del Verbandes Mitteldeutscher Ballspielvereine |
| FV Holstein Kiel              | Campione del Norddeutschen Fußball-Verbandes            |
| Duisburger SpV                | Campione del Westdeutschen Spielverbandes               |
| Karlsruher FV                 | Campione del Verbandes Süddeutscher Fußballvereine      |
| FC Phönix Karlsruhe           | Detentore del titolo                                    |

## Fase finale

### Turno preliminare
| SV Prussia Samland Königsberg | 1 – 5 | FC Tasmania Rixdorf |

### Quarti di finale
| FV Holstein Kiel | 4 – 1 | Berliner FC Preußen |

| Duisburger SpV | 0 – 1 | Karlsruher FV |

| VfB Lipsia | 1 – 2 | FC Phönix Karlsruhe |

| FC Tasmania Rixdorf | 2 – 1 | VfR 1897 Breslavia |

### Semifinali
| Karlsruher FV | 2 – 1 | FC Phönix Karlsruhe |

| FV Holstein Kiel | 6 – 0 | FC Tasmania Rixdorf |

### Finale
| Karlsruher FV | 1 – 0 dts | FV Holstein Kiel |

## Verdetti
- Karlsruher FV campione dell'Impero Tedesco 1909-10.